# Taleporia zopha
Taleporia zopha är en fjärilsart som beskrevs av Edward Meyrick 1937. Taleporia zopha ingår i släktet Taleporia och familjen säckspinnare. Inga underarter finns listade i Catalogue of Life.